# Matías Colsada
Matías Yáñez Jiménez, conocido como Matías Colsada, (Madrid, 1910 - Barcelona, 23 de marzo de 2000) fue un empresario teatral español.

## Biografía
Considerado el padre de la Revista en España, tras cursar estudios de música pasó pronto a integrarse en orquestas y más tarde se convirtió en representante. Durante su juventud fue además actor de teatro y trabajó en el circo.
Su éxito profesional comienza a vislumbrarse al finalizar la guerra civil española, cuando se hace cargo de la gestión del Teatro Principal de Zaragoza. A lo largo de la década, fue consolidando su posición como empresario teatral y empieza a interesarse por el género de la Revista musical, del que llegaría a convertirse en el máximo adalid en España.
Propietario del Teatro Apolo de Barcelona y del Monumental y La Latina de Madrid desde dichos locales potenció a artistas como Lina Morgan, de la que se consideraba descubridor, Concha Velasco o Tania Doris. Su etapa de máximo esplendor coincide con los años 50 y 60, cuando se populariza la canción de las Alegres chicas de Colsada, que servía de promoción a sus espectáculos. Con el declive del género en España, la actividad de Colsada fue disminuyendo, hasta su retiro final.

## Producciones
- Sirenas de Apolo con Gracia Imperio, Luis Cuenca y Pedro Peña Teatro Apolo Del 4 de abril de 1956 al 1 de julio de 1956[5]
- Mujeres o Diosas con: Marisol Clemnet, Adrián Ortega, Quique Camoiras y Lina Morgan. Teatro Apolo 07-12-56 al 20-01-57.
- ¡Castigame! De: Blanca Flores-Giménez. Música: Daniel Montorio. Con Lill Larsson, Mary Santander, Luis Cuenca y Pedro Peña. Teatro Apolo Abril-18-06-1958
- ¡Bésame! De: Giménez, Allén. Música: Laurentis. Con Lill Larsson, Pedrito Peña, Luis Cuenca y Mary Santander. Teatro Apolo, junio-octubre de 1958
- ¡Ay que loca! De: Giménez-Allén. Música: Laurentis. Con: Lill Larsson, Paquito de Osca, Noppy, Mary Santander, octubre-diciembre de 1958
- ¡Caprichosa! De Giménez-Allén. Música: Laurentis. Con: Lill Larsoon, Luis Cuenca y Pedro Peña con Mari Herminia Díaz. Desde junio a septiembre de 1959.
- Sabor Andaluz Con: Antonio Molina. Desde septiembre-octubre de 1959
- ¡A medianoche! De: Giménez-Allén-García. Música: Laurentis. Con: Gracia Imperio, Luis Cuenca y Pedro Peña con Mari Herminia Diaz. Desde octubre – enero de 1960
- ¡Y vas… que ardes! Con: Lill Larsson, Alfonso del Real y Trudi Bora. Compañía titular del Teatro Ruzafa Valencia. Teatro Cómico Desde enero- febrero de 1960
- ¡Mimosa! De: Giménez-Allén. Música: Laurentis. Con: Josette, Paquito de Osca, Quique Camoiras. Teatro Apolo Desde febrero- marzo de 1960
- ¡Levame contigo! De: Giménez-Allén. Música: Laurentis. Con: Gracia Imperio, Luis Cuenca, Pedro Peña. Teatro Apolo Desde mayo-noviembre de 1960
- ¡Hay mamá que nochecita! Teatro Apolo, noviembre-diciembre de 1960
- Se necesita un marido Con: Carmen de Lirio y Cassen Teatro Apolo, diciembre-marzo de 1961
- El Negocio de Salomé de: Giménez-Allén. Música: laurentis. Con: Dorita Imperio, Luis Cuenca y Pedro Peña. Teatro Apolo Desde marzo-septiembre de 1961
- Las Cuarenta mujeres de Apolo Con: Carmen Morell. Desde septiembre-octubre de 1961
- Don Juan Tenorio con: Mario Cabré. Desde octubre-noviembre de 1961
- Mi esposa , la otra y…Yo Con: Carmen Morell, Mario Cabré, Noppi y Quique Camoiras. Desde noviembre de 1961
- Coplas de Rosa Pizón Con: Juanita Reina. Desde diciembre de 1961- febrero de 1962
- Esto Es América Con Cassen, Vilma y Quique Camoiras. Desde febrero-marzo de 1962
- Locas por él De: Giménez, García y Allén. Con: Katia Loritz, Pedro Peña y Luis Cuenca. Desde abril – octubre de 1962
- Una mujer de Bigote Con: Rosita Tomas, Alfonso del Real, Mary Francis y Sara Renol. Desde octubre – noviembre de 1962
- Año Nuevo… Viuda Nueva con: Gracia Imperio y Cassen. Desde noviembre – enero de 1963
- ¡Hijas de mí vida! Con: Queta Claver y Manolo Codeso. Desde enero-marzo de 1963
- ¡Esperame en la Luna! De García, Giménez, Allén. Con: Rosita Tomas, Luis Cuenca, Pedro Peña. Desde mayo- diciembre de 1963. Éxito Teatro La Latina.
- ¡Hay que ladronas! De: Giménez, Allén y García. Con: Dorita Imperio, Carmen del Lirio, Aladay, Queta Claver. Desde diciembre-abril de 1964
- ¡Hay que chicas! Con: Alady, Mari Francia, Carmen de Lirio, Manolo Codeso, Milagros Ponty y Paquito de Osca. Desde abril-julio de 1964
- Mujeres Artificiales Con: Finita Rufette, Luis Cuenca y Pedro Peña. Desde agosto-enero de 1965
- Bienvenida Miss Katy con: Addy Ventura y Paquito de Osca. Desde enero-marzo de 1965
- ¡Y de la Nena…! ¿Qué? Con: Addy Ventura y Paquito de Osca. Desde marzo-abril de 1965
- Las fascinadoras Con: Angela, Jaqueline Arnaud, Adrián Ortega, Lina Morgan, Alady, Noppy, Rosa y Juanjo del Rey. Desde 18 de abril hasta julio de 1965.
- El barbero de Melilla Con: Adrián Ortega, Lina Morgan, Alady, Angela. Noppy, Rosa. Desde 6 de julio de 1965.
- Las Noches de Herodes Con: Ingrid Garbo, Luis Cuenca y Pedro Peña. Desde julio-febrero de 1966
- Las intocables Con: Addy Ventura y Adrián Ortega. Desde mayo – junio de 1966
- Me las llevó de calle. Con: Ingrid Garbo, Luis Cuenca y Pedro Peña. Desde agosto hasta enero de 1967.
- Venga maridos a mí . Con: Addy Ventura, Adrián Ortega y Mary Francis. Desde enero hasta mayo de 1967.
- ¡Quiero ser mamá! Con: Addy Ventura, Adrián Ortega, Mary Francis y Rubens García. Desde mayo hasta junio de 1967
- ¡Moises como te ves! Con: Diana Darvey, Luis Cuenca y Pedro Peña. Desde junio hasta diciembre de 1968
- Se traspasa señora. Con Vura Senders y Quique Camoiras. Desde febrero hasta marzo de 1968
- Las Sospechosas. Con: Vura Senders y Quique Camoiras. Desde marzo hasta abril de 1968.
- Las Atrevidas. Con: Addy Ventura, Adrián Ortega, Rubens García y Eugenia Roca. Desde abril hasta junio de 1968
- Valeriano tiene eso… Con: Diana Darvey, Luis Cuenca y Pedro Peña. Desde junio hasta diciembre de 1968
- El Chulo De: Ortega-Giménez-García. Con: Lina Canalejas, Adrián Ortega y Mary Francis. Teatro Español Barcelona. Desde julio hasta octubre de 1968
- ¡Ay Molinera! De: Juan Ignacio Luca de Tena. Con: Ángel de Andrés y Lolita Sevilla. Teatro Español. Desde octubre de 1968
- Don Juan Tenorio De: José Zorrilla. Con: Alejandro Ulloa. Teatro Español. Desde octubre hasta noviembre de 1968
- El Castigo sin Venganza De: Lope de Vega. Con: Luis Prendes, Gemma Cuervo y Fernando Guillén. Noviembre hasta diciembre de 1968. Teatro Español.
- Caridad de Noche. De: J. Mª Arozamena – García Segura. Con: Marujita Díaz. Teatro Español. Desde diciembre de 1967-1968
- Una noche movidita. Con: Adrián Ortega y Alicia Tomas. Teatro Español. Desde diciembre hasta febrero de 1969.
- Trasplantes de Marido. Con: Adrián Ortega, Mariam-Noppy y Eugenia Roca. Teatro Apolo.
- Los chismes del pueblo. Versión: Enrique Llovent. Dirección: Gustavo Pérez Puig. Con: María Asquerino, Pedro Porcel y Paco Muñoz. Teatro Español. Compañía Nacional de Teatro. Desde febrero hasta marzo de 1969.
- Un marido provisional. Con: Quique Camoiras y Vicky Lussón. Teatro Español. Desde marzo de 1969 hasta abril de 1969
- Tres Mujeres para Mí Con: Alicia Tomas y Ángel de Andrés. Teatro Apolo desde abril hasta junio de 1969
- Esta Noche Sí. Con: Tania Doris, Luis Cuenca y Pedro Peña. Teatro Apolo.
- La Muerte da un paso atrás. Con: Mary Carrillo. Dirección: Gustavo Pérez Puig. Teatro Español. Desde julio a septiembre de 1969.
- En El Escorial, cariño mío. De: Alfonso Paso. Con Pastor Serrador. Compañía Titutal Teatro Arniches (Madrid). Teatro Español. Desde septiembre hasta octubre de 1969
- Solo Dios puede Juzgarme. De: Emilio Romero. Con: Vicente Parra y Luisa María Payán. Teatro Español desde octubre hasta diciembre de 1969
- La casa de las chivas. De: Jaime Salom. Con Queta Claver. Teatro Español desde diciembre de 1969
- Mi marido es un tormento. Con: Diana Darvey y Adrián Ortega. Teatro Español. Desde diciembre hasta enero de 1970.
- Las Corsarias Con: Quique Camoiras y Vichy Lusson. Teatro Apolo desde enero hasta febrero de 1970.
- Pili se va a la mili. Con: Addy Ventura y Ángel de Andrés. Teatro Apolo. Desde marzo hasta junio de 1970.
- Una reina peligrosa. Con: Tania Doris, Luis Cuenca y Pedro Peña. Teatro Apolo desde junio hasta febrero de 1971
- No despiertes a la mujer de tu prójimo. Con: Addy Ventura y Rubens García. Teatro Español desde octubre hasta noviembre de 1970.
- ¡Contigo, pan y… Señora Con: Diana Darvey y Manolito Díaz. Teatro Español desde diciembre hasta febrero de 1971
- Las Castigadoras Con: Quique Camoiras y Vicky Lusson. Teatro Apolo desde febrero hasta abril de 1971.
- ¡Ay Manolo de mis amores! Con Quique Camoiras y Vicky Lusson. Teatro Apolo.
- Bambi y las Cazadoras con: Ángel de Andrés. Teatro Calderón Desde mayo hasta junio de 1971.
- Llevamé a París Con: Tania Doris, Luis Cuenca y Pedro Peña. Teatro Apolo Desde junio hasta febrero de 1972.
- ¡Blas que las das! Con: Quique Camoiras y Vicky Lusson. Teatro Apolo Desde febrero hasta mayo de 1972
- Nena, no me des tormento Con: Paloma Hurtado y Juanito Navarro. Teatro Apolo Desde mayo hasta julio de 1972.[6]
- Venus de Fuego. Con: Tania Doris, Luis Cuenca y Pedro Peña. Teatro Apolo Desde julio hasta mayo de 1973.
- Los Rompeplatos Con: Florinda Chico y Paquito de Osca. Teatro Apolo Desde mayo hasta julio de 1973.
- Yo soy la tentación. Con: Tania Doris, Luis Cuenca y Pedro Peña. Teatro Apolo.